# Одиночество (фильм)
«Одиночество» — советский художественный фильм 1964 года, поставленный режиссёром Всеволодом Ворониным по мотивам одноимённого романа Н. Е. Вирты.

## Сюжет
Фильм повествует о восстании Антонова на Тамбовщине.
Тамбовская губерния, 1920 год. На конспиративной квартире в Тамбове встречаются бывший начальник милиции Антонов (Афанасий Кочетков) и бывший член Учредительного собрания кулак Сторожев (Пётр Глебов). Они узнают, что центральный комитет партии эсеров создал Союз трудового крестьянства, и начинают собирать отряд из кулаков, недовольных советской властью, белогвардейцев и дезертиров. На первоначальном этапе армии под руководством Антонова добиваются значительных успехов.
В начале 1921 года советское правительство заменяет тяжёлую продразвёрстку более лёгким продналогом, простые крестьяне перестают поддерживать восставших. После подавления в марте 1921 года Кронштадтского мятежа Тухачевский (Алексей Головин) приступает к решительным боевым действиям против Антонова. Поражение восстания предрешено, почти все его руководители перебиты, а рядовые бойцы, терпящие голод и лишения, массово сдаются в плен по объявленной амнистии. И только один Сторожев в одиночестве продолжает бродить вокруг своего села.

## В ролях
- Александр Граве — Антонов-Овсеенко
- Алексей Головин — Тухачевский
- Николай Лебедев — Листрат
- Виктор Бубнов — Никита
- Глеб Глебов — Фрол Баев
- Евгений Шутов — Андрей Андреевич
- Виктор Егоров — Лёшка
- Александра Завьялова — Наташа
- Пётр Глебов — Пётр Сторожев
- Афанасий Кочетков — Антонов
- Владимир Балашов — Пётр Токмаков
- Светлана Дружинина — Мария Косова
- Иван Рыжов — Ишин
- Дмитрий Масанов — Фирсов, уполномоченный ЦК партии эсэров
- Аркадий Толбузин — Яков Санфиров
- Андрей Абрикосов — Данила
- Вера Донская-Присяжнюк — Лушка
- Анастасия Зуева — Аксинья
- Дмитрий Капка — Фома
- Иван Савкин — Колька-матрос
- Владимир Васильев — бродяга
- Валентин Голубенко — верзила
- Пётр Любешкин — красный командир
- Иван Переверзев — секретарь губкомпарта
- Елизавета Кузюрина — Прасковья Сторожева
- Зоя Толбузина — молодая учительница
- Анатолий Яббаров — антоновец
- Ян Янакиев — эпизод
- Иван Матвеев — крестьянин